# ريتشارد غولدستاين
ريتشارد غولدستاين (بالإنجليزية: Richard Goldstein)‏ هو عالم فلك أمريكي، ولد في 1 أبريل 1927 في إنديانابوليس في الولايات المتحدة.